# Vale (interjección)
La palabra vale es una interjección empleada principalmente en el español de España, cuyo significado muestra conformidad o asentimiento. Equivale a expresiones como «de acuerdo», «está bien» o al anglicismo ok. Es de uso muy frecuente en el habla cotidiana, tanto en la forma oral como en la forma escrita.

## Origen
Se dice que surge a partir de la 3.ª persona singular del presente del verbo «valer». El verbo valer, a su vez, proviene del latín valeo, que significaba tener fuerza o salud. Por lo tanto, decir vale significa más o menos que lo que ha dicho la otra persona tiene fuerza, o sea, que es válido.

## Expresiones equivalentes en otros países

### Argentina
En Argentina es muy común el uso de dale.
–Nada, solo me acordé de algo que me pasó la semana pasada…; –No te vas sin contármelo; –Dale, pero solo porque insistís.

### México
En México la forma utilizada para mostrar acuerdo o aceptación es sale:
– ¿Quieres ir a comer?; – ¡Sale!
– Me tengo que ir.; – Sale. Nos vemos.

### Perú
En Perú se utiliza comúnmente la palabra ya, se utiliza a través de todos los dialectos del país, sin embargo, en el dialecto ribereño está decayendo su uso –o, más comúnmente, es la palabra es mezclada– por la preferencia a otras palabras como va, dale o el mismo vale debido a la influencia extranjera, especialmente entre las generaciones más recientes:
– ¿Irás conmigo al cine?; – Ya, dale.
– Ven ya.; – Ya, ahí voy.

### Uruguay
En Uruguay es muy frecuente el uso de ta en forma de interrogación para mostrar acuerdo entre los hablantes:
–Te lo cuento cuando seamos más amigos, ¿ta?